# Chiesa di San Rocco (Tesero)
La chiesa di San Rocco è una chiesa sussidiaria di Tesero, in val di Fiemme, e risale al XVI secolo.

## Storia

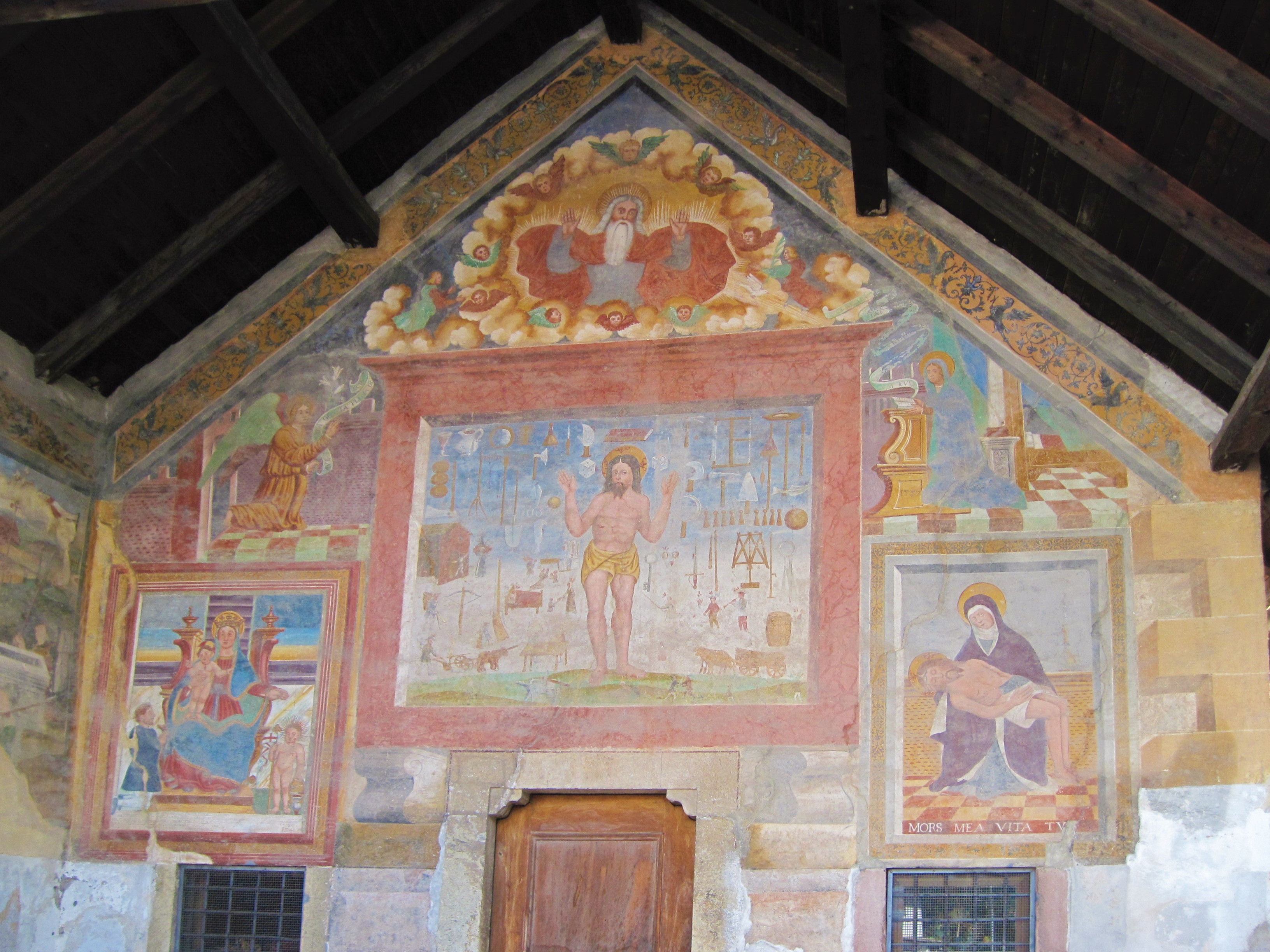
Affreschi sulla facciata

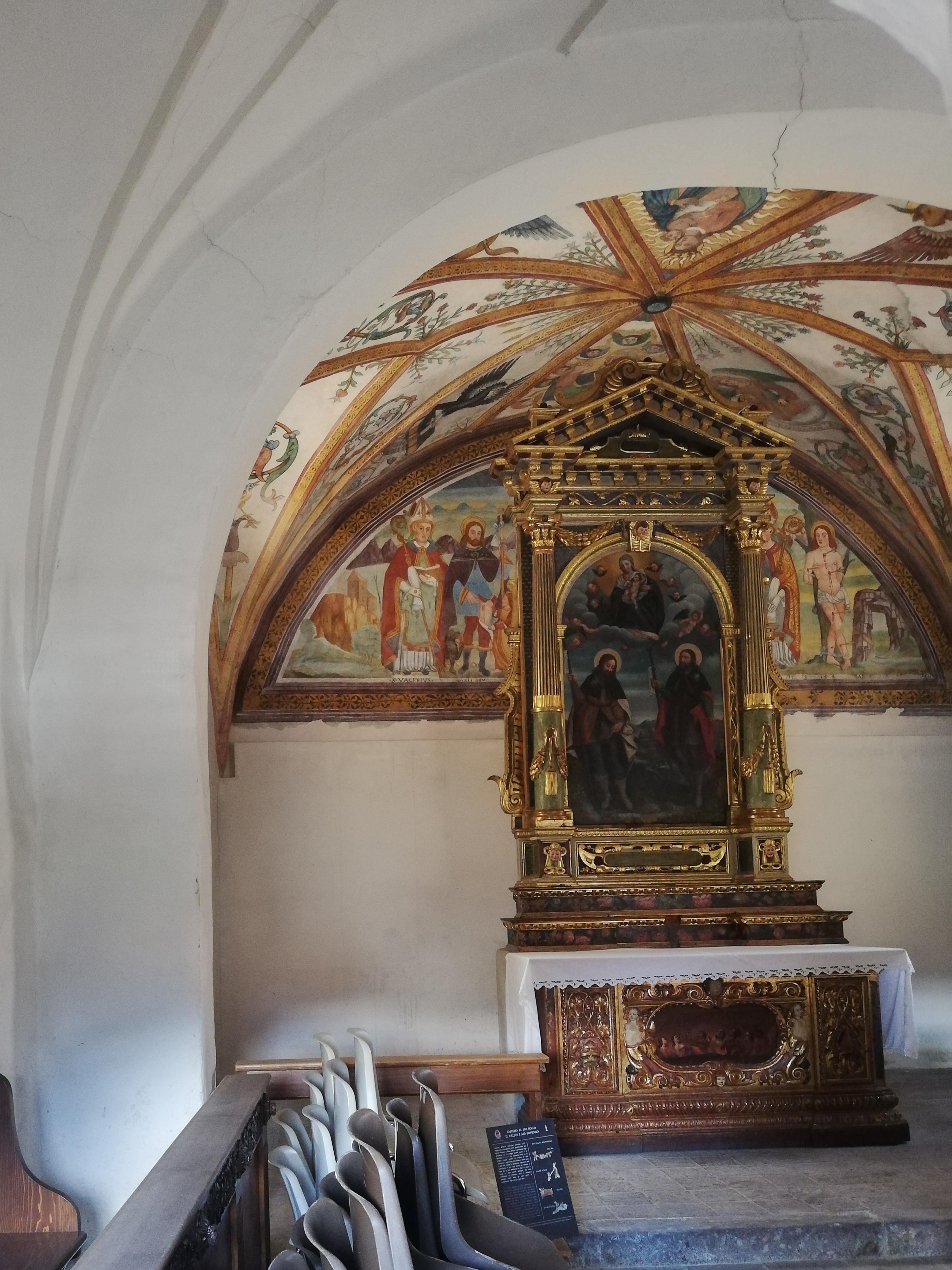
Interno

L'erezione di questa chiesa dedicata a San Rocco, legata al cimitero e adiacente alla parrocchiale di Sant'Eliseo, si colloca nella prima metà del XVI secolo ed è da porre in relazione con la volontà di onorare un voto della popolazione espresso durante l'epidemia di peste che colpì la zona pochi anni prima, nel 1515, e la solenne consacrazione venne celebrata nel 1538.
La preziosa decorazione ad affreschi sia della facciata sia del presbiterio fu eseguita dal maestro friulano che, in quegli anni, lavorò anche alla non lontana chiesa di San Leonardo e fu completata nella seconda metà del XVI secolo.
Alla fine del XIX secolo, per esigenze di accesso al sagrato della chiesa di Sant'Eliseo, venne demolito il portico che stava davanti alla facciata ma pochi decenni dopo questo venne ripristinato, e durante questi lavori
gli affreschi subirono vari danneggiamenti.
Lavori e rimaneggiamenti successivi portarono alla perdita dell'affresco con l'Annunciazione ed il portale che era stato realizzato durante l'erezione di san Rocco venne spostato e posizionato all'ingresso del vicino cimitero.
Nella seconda metà del XX secolo l'edificio sacro fu oggetto di un importante intervento manutentivo, vennero restaurati gli affreschi e si rese più funzionale la tettoia a protezione delle preziose opere pittoriche.

## Descrizione
La chiesa, costruita nel 1528, aveva un portico con un portale di pietra in stile gotico che si conservò intatto fino alla fine dell'Ottocento quando in buona parte venne demolito dall'ingegnere Benedetto Trettel perché si progettava un ampliamento della facciata della vicina parrocchiale, progetto che poi venne accantonato. Il portale in pietra del 1561 venne spostato sul nuovo ingresso del cimitero. Il governo di Vienna, poiché non aveva dato l'autorizzazione all'abbattimento, fece ricostruire l'atrio coperto a spese dello stesso Trettel. 
Negli anni trenta del Novecento i progetti di demolizione del portico furono ripresi: venne demolita la facciata e la parete di destra. Negli anni cinquanta del 1900 la Sovrintendenza provinciale fece costruire una tettoia per proteggere gli affreschi della facciata della chiesa.
L'affresco più celebre che orna la facciata è noto come Cristo della Domenica in finta cornice architettonica nel quale Gesù appare circondato da una miriade di strumenti di lavoro ed è accompagnato da un motto che esorta a rispettare il riposo domenicale e a tralasciare tutti i lavori. La scritta recita. "IN FRA TUTTI LI MALI SELERATI / LA DOMINICHA SANCTA VOI NON SANCTIFICATI  /  ANCI OGNI ZORNO VOI LAVORATI E OGNI MAL LA MIA DOMENICHA VOI FATI."
Ai lati del Cristo della domenica  è rappresentata lAnnunciazione di Maria in modo tradizionale, nel timpano sopra l'affresco è raffigurato un Padre Eterno circondato dagli angeli (1557), sopra la finestra sinistra una Madonna in trono con il Bambino, San Simonino e il committente (1541) e sopra la finestra destra una Pietà con la Madonna che sorregge Cristo deposto dalla Croce (metà secolo XVI) con la scritta: "Mors mea vita tua". Sul lacerto murario di sinistra ci sono due affreschi della seconda metà del sec. XVI con l'Orazione nell'orto degli Ulivi e la Resurrezione.
La cappella è stata restaurata nel 1942 dopo che era diventata un deposito per gli attrezzi del vicino cimitero. L'interno è semplice, ad aula, impostato su due campane e presenta un presbiterio rialzato con un altare ligneo attribuito a Giovanni Bonelli ed una pala del 1613 che raffigura La Vergine tra i Santi Rocco e Alessio. Ai lati dell'altare un affresco rappresenta a sinistra i Santi Valerio e Rocco e a destra San Valentino nell'atto di riporta in vita un bambino e San Sebastiano.
La volta, affrescata tra il 1541 ed il 1542, è di un ignoto pittore lombardo che lavorò anche nella chiesa di San Leonardo e nella vicina parrocchiale.. Sulle vele laterali del soffitto ci sono delle grottesche e motivi floreali; sulle vele centrali una Madonna incoronata col Bambino e il Padreterno in gloria; sui quattro spicchi laterali i simboli degli evangelisti. La parete di fondo è occupata da una composizione con Cristo in croce, la Madonna e San Giovanni.